# 蛇口浩敬
蛇口 浩敬（へびぐち ひろたか、1937年 - ）は、八戸大学前学長、八戸短期大学学長、学校法人光星学院理事、元東京銀行取締役、ドイツ連邦勲一級功績十字勲章受章、日本国外務大臣賞受賞。

## 人物・来歴
1937年(昭和12年)青森県八戸市出身、八戸高校-東北大学法学部卒業後、東京銀行入行。ドイツ・マールブルク大学留学。スイス東京銀行総支配人、八重洲通支店長、取締役東京銀行ドイツ総支配人兼デュッセルドルフ支店長などを歴任。海外勤務は通算18年。ドイツ滞在中はデュッセルドルフ日本商工会議所・日独円卓会議の創設で尽力し、外国人では最高位となるドイツ連邦勲一級功績十字勲章を受章した。
東京銀行退職後は横河電機顧問を経て2002年（平成14年）～2008年（平成20年）八戸大学学長、2004年（平成16年）八戸短期大学学長。
八戸市総合計画委員会、市営バス検討委員会の委員長を務めたほか、弘前大学運営諮問会議会長、青森県高校グランドデザイン会議議長など青森県・八戸市などの各種委員を務めている。
主著に『日欧対話に向けて-ドイツの論理と日本の原理原則』（近代文藝社、1995年）がある。
幕末に私財を投じて開拓と浄水事業を試みた八戸藩士蛇口伴蔵の四代目の子孫にあたる。

## 著書
- 『日欧対話に向けて』　近代文芸社　1995年3月